# III. Childebert frank király
III. Childebert az Igazságos (678 k. – 711. április 14., Compiègne) frank király 695-től haláláig.
III. Theuderich fiaként született. Herstali Pipin, Austrasia majordomusa befolyása alatt állt.